# Papilio
Papilio é um gênero de papilionídeos da tribo Papilionini.

## Subgênero
- Achillides Hübner, 1819
- Druryia Aurivillius, 1881
- Eleppone Hancock, 1979
- Heraclides Hübner, 1819
- Menelaides Hübner, 1819
- Papilio Linnaeus, 1758
- Princeps Hübner, 1807
- Pterourus Scopoli, 1777
- Sinoprinceps Hancock, 1983